# Haus zum Guten Hirten

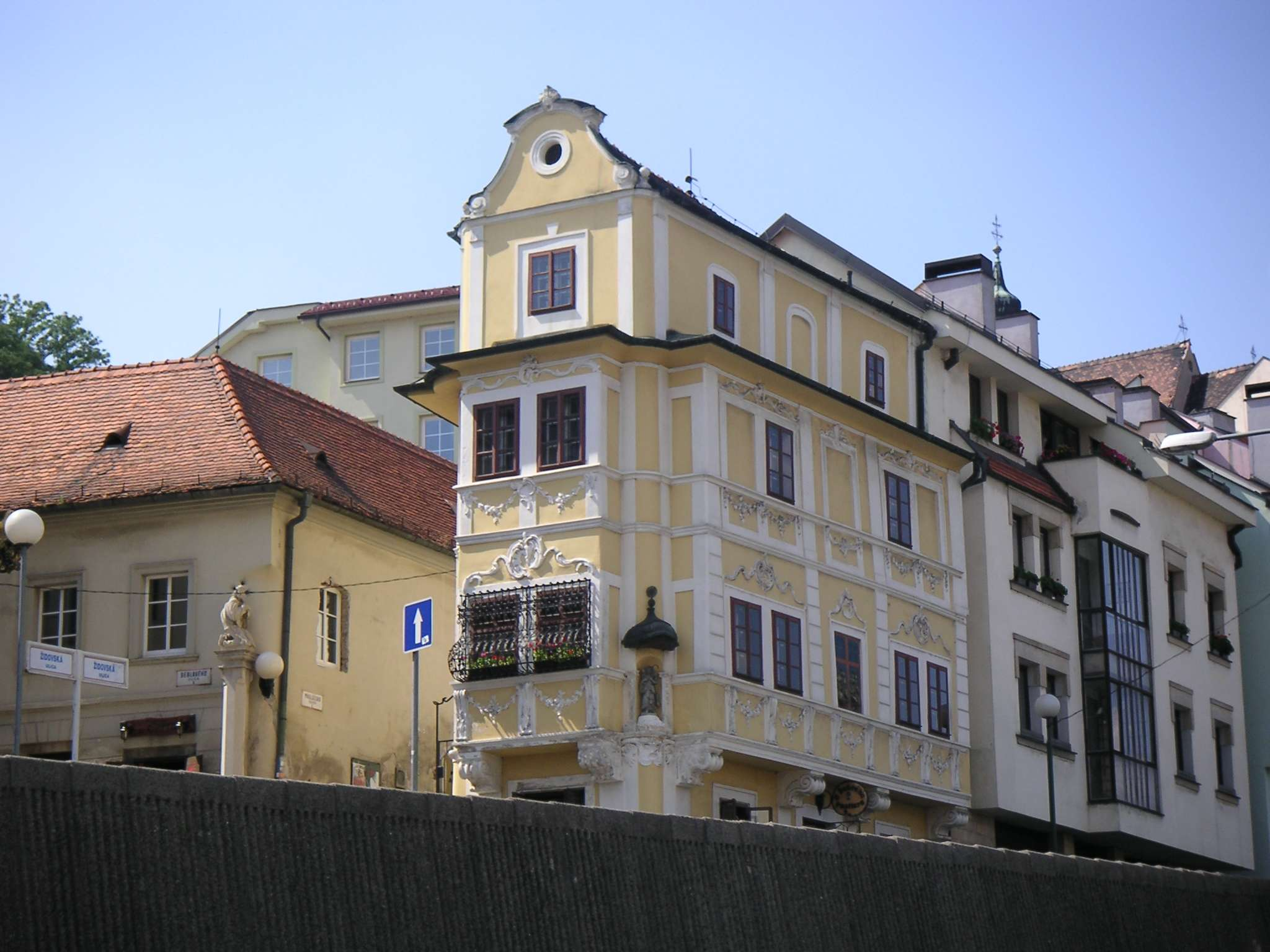
Haus zum Guten Hirten

Das Haus zum Guten Hirten (slowakisch Dom U dobrého pastiera) ist ein Haus im Rokoko-Stil in Bratislava.
Es wurde in der zweiten Hälfte des 18. Jahrhunderts (1760–1765) von Matthäus Hollrigl, von dem auch das Palais Mirbach in Bratislava stammt, erbaut. 
Es befindet sich in der Schlossgrundgasse (Židovská ulica) gegenüber dem Martinsdom und an einem renovierten Teil der Stadtmauer unterhalb der Burg Bratislava. Das 1975 renovierte Haus beherbergt heute das vom Städtischen Museum Bratislava betriebene Uhrenmuseum.